# هيروتاكا تامادا
هيروتاكا تامادا (باليابانية: 為田 大貴) (24 أغسطس 1993 في ناغاساكي في اليابان – )؛ هو لاعب كرة قدم ياباني سابق كان يلعب كلاعب وسط.

## وصلات خارجية
- هيروتاكا تامادا على موقع رابطة كرة القدم اليابانية للمحترفين (اليابانية)
- هيروتاكا تامادا على موقع إي إس بي إن إف سي (الإنجليزية)
- هيروتاكا تامادا على موقع قاعدة بيانات كرة القدم.إي يو (الإنجليزية)
- هيروتاكا تامادا على موقع Soccerbase.com (لاعب) (الإنجليزية)
- هيروتاكا تامادا على موقع Soccerway.com (الإنجليزية)
- هيروتاكا تامادا على موقع عالم كرة القدم.نت (الإنجليزية)
- هيروتاكا تامادا على موقع كووورة